# George Michael
George Michael, nascido Georgios Kyriacos Panayiotou; (Londres, 25 de junho de 1963 – Goring-on-Thames, 25 de dezembro de 2016) foi um cantor, compositor e músico britânico de ascendência grega, considerado um dos grandes artistas de sua geração e um ícone da cultura popular.
Michael ficou famoso como membro da dupla Wham!, depois embarcando em carreira solo. Nascido no bairro de East Finchley, em Londres, Michael formou a dupla com Andrew Ridgeley em 1981. Os primeiros dois álbuns da dupla, Fantastic (1983) e Make It Big (1984), chegaram ao primeiro lugar da UK Albums Chart, no Reino Unido, e na Billboard 200, nos Estados Unidos. Eles então embarcaram em uma turnê mundial, desembarcando na China em abril de 1985, sendo a primeira visita de artistas ocidentais no país, o que levou a uma grande cobertura da mídia.
Seu primeiro single em carreira solo, "Careless Whisper", emplacou o primeiro lugar em mais de 20 países. Michael lançou seu álbum solo, Faith, em 1987, chegando ao primeiro lugar no Reino Unido, ficando no primeiro lugar da Billboard 200 por 12 semanas. O álbum vendeu 25 milhões de cópias no mundo inteiro e permanece como um dos álbuns mais vendidos da história. Quatro singles do álbum, "Faith", "Father Figure", "One More Try" e "Monkey", chegaram ao primeiro lugar da Billboard Hot 100. Michael se tornou o artista mais vendido do ano de 1988 e Faith foi premiado com o Grammy de Álbum do Ano do 31º Grammy Awards, de 1989. Seu segundo álbum solo, Listen Without Prejudice Vol. 1, foi lançado em 1990 e novamente lançou o nome de George Michael no primeiro lugar com os singles "Praying for Time" e "Freedom! '90".
George Michael se assumiu gay em 1998 e era ativista pelos direitos LGBT e arrecadador de fundos para obras relacionadas ao HIV/AIDS. Entre a década de 1990 e 2000, sua vida pessoal foi turbulenta, levando a vários problemas com a justiça. Em 1998, ele foi preso por um ato obsceno em um banheiro público e por posse de drogas. Em 2005, ele lançou o documentário George Michael: A Different Story, que cobriu sua carreira e vida pessoal. George Michael fez seu último show em 2012, em Londres, no Earls Court Exhibition Centre.

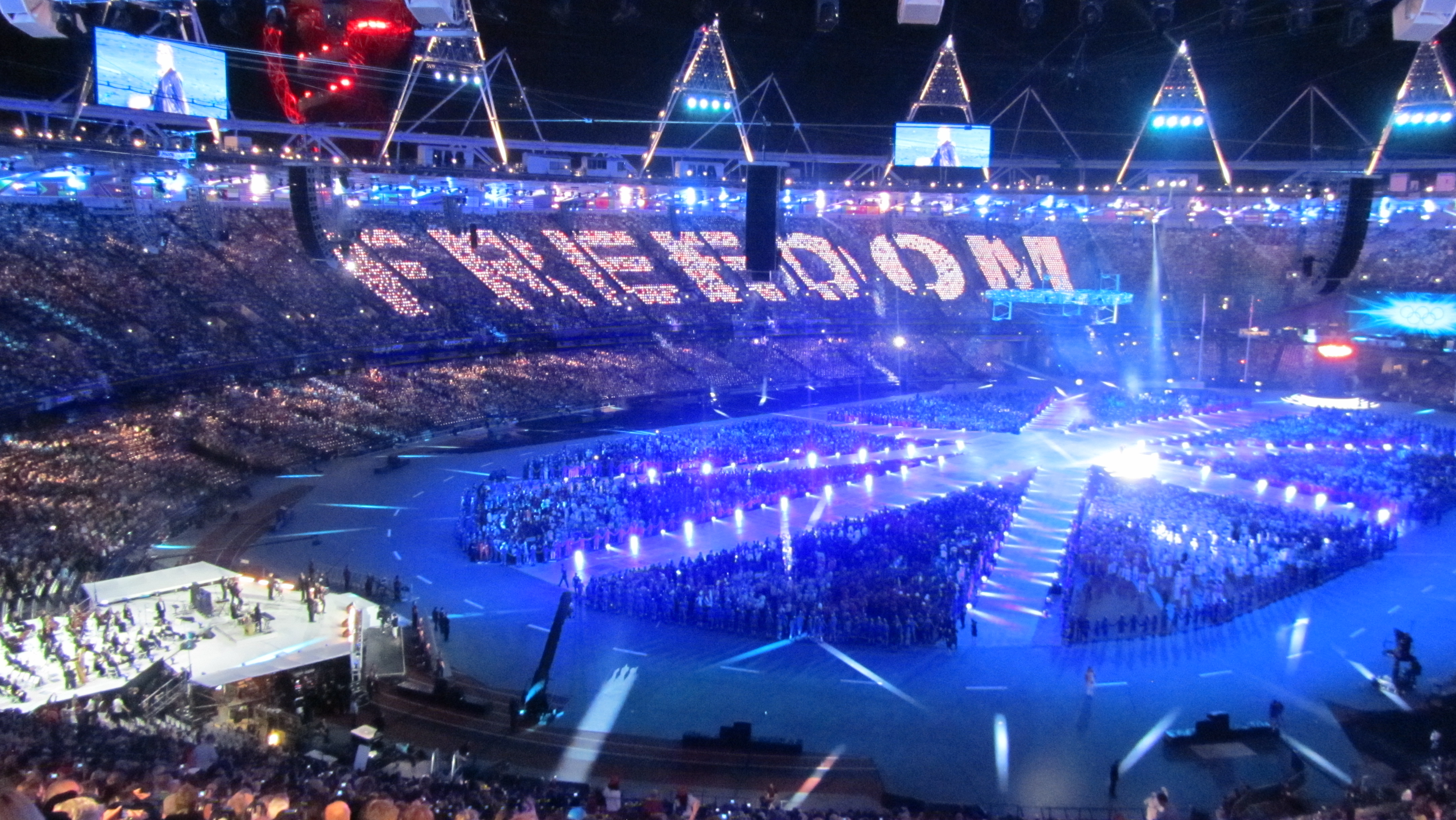
George Michael na cerimônia de encerramento das Olimpíadas em Londres

Nas primeiras horas de 25 de dezembro de 2016, ele foi encontrado morto em sua casa em Goring-on-Thames, em Oxfordshire, aos 53 anos.

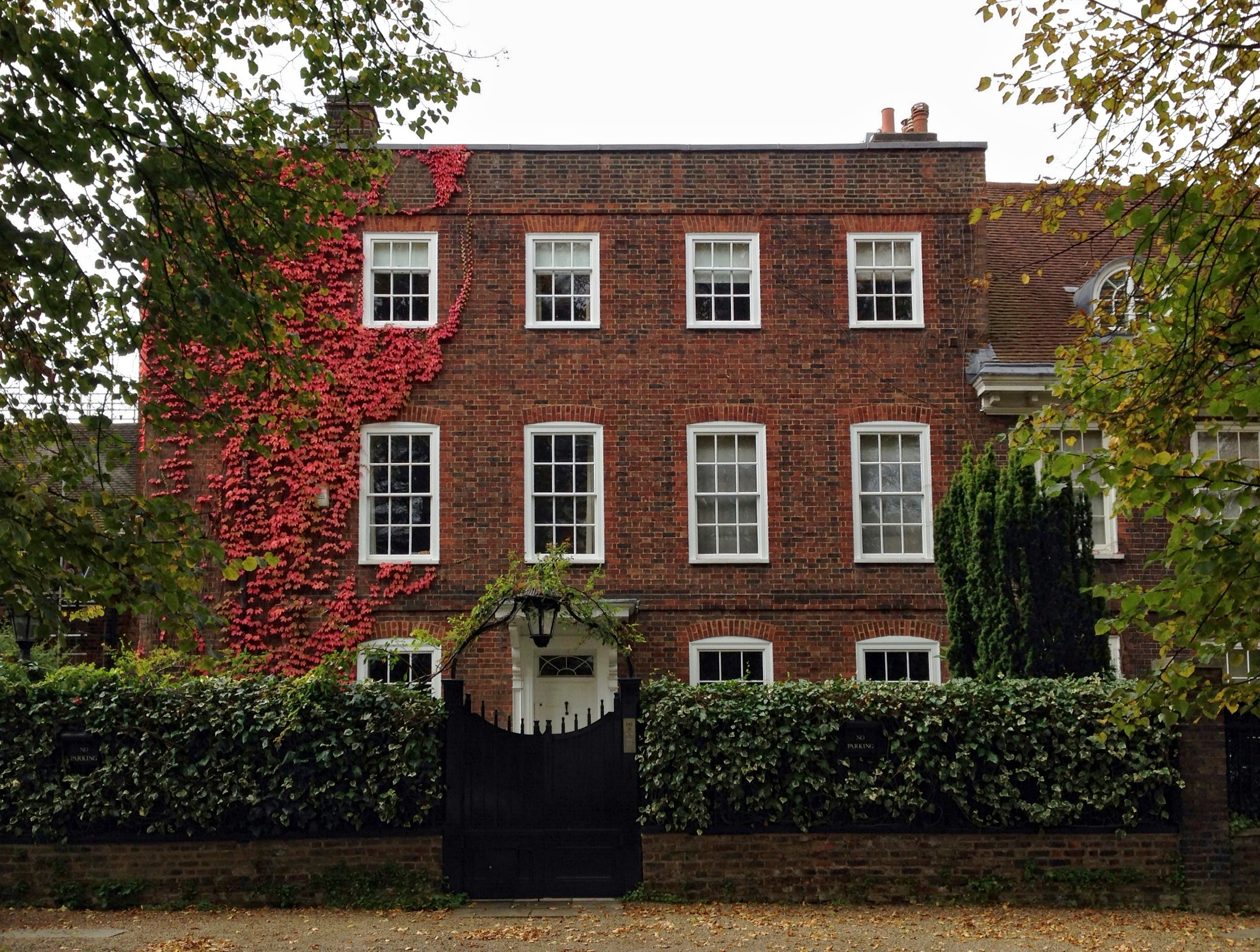
Residência de George Michael

O laudo do legista concluiu que o cantor morreu devido a problemas no fígado e no coração.
George Michael foi um dos músicos mais bem-sucedidos de todos os tempos, tendo vendido mais de 115 milhões de cópias pelo mundo. Ele ficou sete vezes em primeiro lugar no UK Singles Chart e oito vezes no topo da Billboard Hot 100. Ganhou inúmeros prêmios, como dois Grammy Awards, três Brit Awards, três American Music Awards, 12 Billboard Music Awards, quatro MTV Video Music Awards, e seis Ivor Novello Awards. Em 2008, ele era o 40º Artista Mais Sexy de Todos os Tempos da Billboard, entre 100 músicos. Em 2019, George Michael foi indicado como um dos grandes artistas de todos os tempos pela Smooth Radio. A Radio Academy o indicou como o músico britânico mais tocado entre os anos de 1984 e 2004.

## Biografia
George nasceu como Georgios Kyriacos Panayiotou (em grego:  Γεώργιος Κυριάκος Παναγιώτου) em 25 de junho de 1963 no bairro de East Finchley, em Londres. Seu pai,  Kyriacos Panayiotou (apelido "Jack"), era cipriota de origem grega que emigrou para a Inglaterra na década de 1950. Sua mãe, Lesley Angold, que morreu em 1997, era uma bailarina inglesa.
Em uma entrevista em junho de 2008 para o Los Angeles Times, George disse que sua avó materna era judia, mas ela se casou com um gentio e criou os filhos sem mencionar sua herança judaica devido ao temor causado pela Segunda Guerra Mundial e pelo Holocausto. Boa parte de sua infância foi no bairro de Kingsbury, em Londres, na casa que seus pais compraram logo após George nascer. Ele estudou na escola de ensino fundamental Roe Green e na Kingsbury High School, no ensino médio. George tinha duas irmãs: Yioda (nascida em 1958) e Melanie (1960–2019). Segundo entrevista para o programa Desert Island Discs, da BBC, George disse que seu interesse por música começou após ele sofrer um ferimento na cabeça por volta dos 8 anos de idade.
Quando estava na adolescência, a família se mudou para Radlett, uma vila em Hertfordshire. Lá, ele estudou na Escola Bushey Meads, onde conheceu seu futuro parceiro da dupla Wham!, Andrew Ridgeley. Os dois se tornaram grandes amigos ao perceberem que tinham o sonho de se tornarem cantores. George começou como artista de rua no metrô de Londres, cantando música de bandas que gostava, como Queen. Seu envolvimento com a indústria começou quando ele trabalhava como DJ em clubes locais e em bailes escolares em Bushey, Stanmore e Watford. Pouco depois, eles formaram uma banda de ska chamada The Executive, com Ridgeley, seu irmão Paul, Andrew Leaver e David Austin. Na esperança de alçar a fama, George decidiu entrar na justiça para mudar seu nome para uma versão comercial mais acessível de George Michael.

## Wham!
George Michael e Andrew Ridgeley criaram a dupla Wham! em 1981. O primeiro álbum da dupla, Fantastic alcançou o primeiro lugar no Reino Unido em 1983, levando a vários singles no topo das paradas como "Young Guns", "Wham Rap!" e "Club Tropicana". Seu segundo álbum, Make It Big, também chegou ao primeiro lugar das paradas, principalmente nos Estados Unidos. Singles deste álbum incluem as músicas "Wake Me Up Before You Go-Go" e "Careless Whisper", que chegou ao número um das paradas em 25 países, sendo o primeiro single solo de George Michael. Em dezembro de 1984, o single "Last Christmas" foi lançado. Em 1985, George recebeu seu primeiro de três Ivor Novello Awards de Compositor do Ano pela British Academy of Songwriters, Composers and Authors.

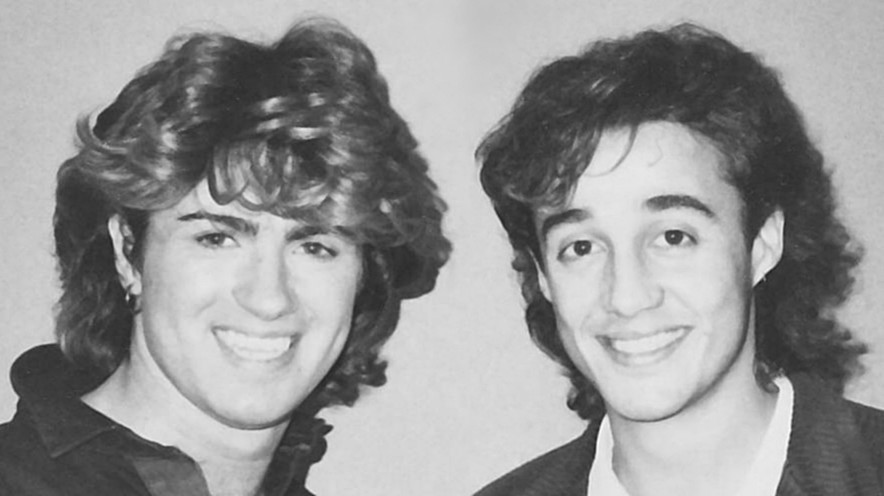
George Michael e Andrew Ridgeley no Wham!, cerca de 1984–1985

George cantou com a banda Band Aid com a música "Do They Know It's Christmas?", cujos lucros foram doados para a caridade. No Live Aid, no estádio Wembley, em 13 de julho de 1985, George Michael cantou "Don't Let the Sun Go Down on Me" com Elton John. Para a música "The Last Kiss", sucesso de David Cassidy em 1985, George fez a segunda voz, em sucessos de Elton John do mesmo ano como "Nikita" e "Wrap Her Up".
A turnê do Wham! pela China, em abril de 1985, foi a primeira visita ao país por uma banda de música pop ocidental, que gerou cobertura mundial da mídia, grande parte dela centrada em George Michael. Antes a chegada do Wham! à China, muitos tipos de música no país eram proibidos. O empresário da dupla, Simon Napier-Bell, passou 18 meses tentando convencer as autoridades chinesas a deixar os dois entrarem no país. A audiência do Wham! incluía oficiais do governo chinês, bem como o apresentador de TV Kan Lijun, que recebeu a dupla no palco.
| “ | Ninguém nunca tinha visto algo como aquilo. Todos os jovens ficaram maravilhados e batiam os pés no chão. Claro que a polícia não gostou e temeu que houvesse tumultos. | ” |

Wham! cantou seus sucessos com dançarinas seminuas e luzes estroboscópicas de discoteca. De acordo com Napier-Bell, George Michael tentou fazer a multidão bater palmas junto ao "Club Tropicana", mas "eles não tinham a menor ideia — pensaram que ele queria aplausos e os deram educadamente", antes de acrescentar que alguns chineses acabaram "conseguira um jeito de bater palmas no ritmo".  A turnê na dupla na China foi documentada pela diretora Lindsay Anderson e pelo produtor Martin Lewis no filme Wham! in China: Foreign Skies.
Com os sucessos dos singles solos de George Michael, "Careless Whisper" (1984) e "A Different Corner" (1986), surgiram rumores de que o Wham! se separaria. A dupla se separou, oficialmente, em 1986, depois do lançamento do single de despedida, "The Edge of Heaven" e de um álbum The Final. O sucesso comercial e o topo das paradas de sucesso de "The Edge of Heaven" em junho de 1986, encerrou a carreira do Wham!.

## Carreira solo

### 1987–1989
No começo de 1987, bem no começo de sua carreira solo, George Michael lançou o single "I Knew You Were Waiting (For Me)", um dueto com Aretha Franklin. A música fez parte de um projeto paralelo seu de poder cantar ao menos uma música com seus artistas favoritos. Ela logo chegou ao topo das paradas tanto nos Estados Unidos quanto no Reino Unido. Este foi seu terceiro single solo consecutivo no topo das paradas britânicas depois do lançamento de "Careless Whisper", ainda que esta música tenha sido lançada em um álbum do Wham!. Ela também foi a primeira música gravada por George Michael que não fora composta por ele. Pela gravação de "I Knew You Were Waiting (For Me)", George Michael e Aretha Franklin ganharam o Grammy Award de 1988 por Melhor Apresentação de R&B em Dupla ou Banda.
No final de 1987, George Michael lançou seu primeiro álbum solo, Faith. O primeiro single foi "I Want Your Sex", mas a canção foi banida de várias rádios dos Estados Unidos e do Reino Unido por sua letra sexualmente sugestiva. A MTV passou o videoclip da música, que estrelava a maquiadora das celebridades, Kathy Jeung, mas apenas tarde da noite. George Michael depois declarou que o ato seria lindo se o sexo fosse monogâmico, e gravou um breve prólogo para o vídeo no qual dizia: "Essa música não é sobre sexo casual". Quando a música chegou ao topo das paradas norte-americanas, o apresentador Casey Kasem se recusou a dizer o título da canção, se referindo a ela apenas como "o novo single de George Michael". Apesar da censura e da polêmica em torno da música, ela chegou ao segundo lugar da Billboard Hot 100 e ao terceiro lugar nas paradas britânicas.
"Faith" foi lançada em outubro de 1987, algumas semanas depois do álbum e se tornou uma de suas mais populares canções. Ela ficou no primeiro lugar da Billboard Hot 100 por quatro semanas seguidas, tornando o single mais vendido de 1988. Esteve em primeiro lugar na Austrália e em segundo lugar no Reino Unido. O videoclip forneceu algumas imagens definitivas da indústria musical dos anos 1980 — George Michael de óculos escuros, jaqueta de couro, botas de cowboy e jeans, tocando uma guitarra perto de uma jukebox de design clássico.
Em 30 de outubro, Faith foi lançado no Reino Unido e no resto do mundo. Faith chegou ao topo da UK Albums Chart, e nos Estados Unidos ficou 51 semanas consecutivas no top 10 da Billboard 200, incluindo 12 semanas no primeiro lugar. O álbum lançou vários sucessos de George Michael, como "Father Figure", "One More Try" e "Monkey". Faith ganhou o Álbum de Diamante da RIAA ao atingir 10 milhões de cópias nos Estados Unidos. O álbum tem, até hoje, mais de 25 milhões de cópias vendidas.
Faith foi aclamado pelos críticos de música. O jornalista Steve Huey, da AllMusic, descreveu o álbum como "obra-prima do pop/rock mainstream soberbamente bem trabalhado" e "um dos melhores álbuns pop dos anos 80". Na revista 'Rolling Stone, o o jornalista Mark Coleman elogiou a maioria das canções do álbum, que disse "mostrar a compreensão intuitiva de George Michael da música pop e seu uso cada vez mais inteligente de seu poder de se comunicar com um público cada vez maior."
Em 1988, George Michael embarcou em uma turnê mundial. No show de Los Angeles, ele dividiu o palco com Aretha Franklin para cantarem o single "I Knew You Were Waiting (For Me)". Foi o segundo evento mais rentável de 1988, arrecadando cerca de 17,7 milhões de dólares. No Brit Awards de 1988, George Michael recebeu o primeiro de dois prêmios por Melhor Artista Solo. No final daquele mês, Faith ganhou o Grammy de Melhor Álbum do Ano, no 31º Grammy Awards. Em 1989, no MTV Video Music Awards, George Michael recebeu o prêmio MTV Video Vanguard Award.
De acordo com George Michael em seu documentário, "A Different Story", o sucesso não o deixou feliz e ele começou a pensar que havia algo de errado em ser um ídolo para milhões de adolescentes. Todo o processo de Faith (promoção, vídeos, turnê, prêmios) o deixou exausto, sozinho e frustrado, e longe de seus amigos e família. Em 1990, ele disse à sua gravadora Sony que, para seu segundo álbum, ele não queria fazer promoções como a de Faith.

### Década de 1990
Listen Without Prejudice Vol. 1 foi lançado em setembro de 1990. Para este álbum, George Michael tentou criar uma reputação nova como um artista sério; o título é uma indicação de seu desejo de ser levado mais a sério como compositor. George Michael se recusou a fazer qualquer promoção do álbum, inclusive nos videoclips dos singles. O primeiro, "Praying for Time", com letra que falava sobre injustiça e problemas sociais, foi lançado em agosto de 1990. A música foi um sucesso instantâneo, chegando ao topo da parada da Billboard Hot 100 e chegando ao sexto lugar no Reino Unido. O videoclipe foi lançado pouco depois, com apenas a letra rolando em um fundo escuro. George Michael não apareceu no vídeo e em nenhum dos outros videoclipes dos singles do álbum, com exceção para cenas breves em "Freedom! '90".
O segundo single foi "Waiting for That Day", canção acústica, lançada logo depois de "Praying for Time". No Reino Unido ela chegou ao número 23 e nos Estados Unidos no 27. O álbum foi lançado na Europa em 3 de setembro de 1990, uma semana depois do lançamento norte-americano. Ele chegou logo ao primeiro lugar da UK Albums Chart e emplacou o segundo lugar da Billboard 200. Ele ficou 88 semanas nas paradas da UK Albums Chart, ganhando dois álbuns de platina pelas vendas. Cinco singles foram lançados em sucessão no Reino Unido: "Praying for Time", "Waiting for That Day", "Freedom! '90", "Heal the Pain" e "Cowboys and Angels".
"Freedom '90" foi o segundo single de todos os singles do álbum a contar com um videoclipe, dirigido por David Fincher. A música faz uma alusão à luta do artista em busca de sua identidade, profetizando o futuro processo que George Michael abriria contra a Sony. Para demonstrar sua insatisfação com a gravadora, ele não aparece no clipe. Top Models como Naomi Campbell, Linda Evangelista, Christy Turlington, Tatjana Patitz e Cindy Crawford dublam a música em seu lugar. O álbum também contém músicas cujas letras criticam seu status de símbolo sexual. "Freedom '90" chegou ao 8º lugar da Billboard Hot 100 nos Estados unidos e em 28º no UK Singles Chart.
O single de "Mother's Pride" foi bastante tocado nas rádios dos Estados Unidos devido à Guerra do Golfo, em 1991 e muitas rádios mixaram ligações dos ouvintes em homenagem aos soldados com a múisca. Ela chegou ao 42º lugar da Billboard Hot 100. Listen Without Prejudice Vol. 1 vendeu cerca de 8 milhões de cópias.
No Brit Awards de 1991, Listen Without Prejudice Vol. 1 ganhou o prêmio de Melhor Álbum do Ano. No final de 1991, George Michael embarcaria na turnê Cover to Cover tour, no Japão, Inglaterra, Estados Unidos e Brasil, onde ele tocou no Rock in Rio. Foi durante a apresentação no Rio de Janeiro que ele depois conheceria seu futuro namorado, Anselmo Feleppa. A turnê não era exatamente para promover Listen Without Prejudice Vol. 1. Era mais sobre George Michael cantando suas músicas favoritas, entre elas "Don't Let the Sun Go Down on Me", música de 1974 de Elton John, cantada por ambos no Live Aid de 1985. Em 1991, George Michael lançou sua autobiografia pela Penguin Books, intitulada Bare, escrita em parceria com o jornalista Tony Parsons.
Um segundo álbum, chamado Listen Without Prejudice Vol. 2, foi descartado devido ao processo que George Michael abriu contra sua gravadora, a Sony. George reclamou que a Sony não apoiou o lançamento de seu segundo álbum, resultando em vendas baixas nos Estados Unidos quando comparado com Faith. A Sony alegou que a recusa de George Michael em estrelar os videoclipes dos singles foi a responsável pela baixa performance do álbum. George Michael descartou de vez a ideia de um segundo álbum em continuação ao primeiro e doou três músicas e seus lucros para a caridade. George Michael acabou perdendo o processo contra a Sony.
Seu próximo single, "Too Funky", chegou ao 4º lugar da parada de sucessos no Reino Unido e ficou em 10º na Billboard Hot 100. A canção, no entanto, não aparece em nenhum dos álbuns de estúdio de George Michael, tendo sido incluída em sua coletânea Ladies & Gentlemen: The Best of George Michael, de 1998 e no álbum Twenty Five, de 2006. Ele novamente não estrela o videoclipe do single, aparece apenas brevemente como um operador de câmara, que filma um desfile de alta costura com a presença das top models Linda Evangelista, Beverly Peele, Tyra Banks, Estelle Lefébure e Nadja Auermann em um desfile ousado de moda.
George Michael cantou no tributo a Freddie Mercury em 20 de abril de 1991, no Estádio de Wembley, em homenagem à vida e à carreira do vocalista do Queen para impulsionar a pesquisa sobre a AIDS. Em sua última entrevista no rádio, Freddie elogiou George Michael e disse que adorava a canção Faith. O show foi depois lançado em CD com o título Five Live.
| “ | Foi provavelmente o momento de maior orgulho para mim em minha carreira, porque era eu vivendo uma fantasia de infância, acho, o de cantar uma das canções de Freddie na frente de 80 000 pessoas. Foi uma mistura realmente estranha de orgulho incrível e tristeza real para mim. | ” |

Five Live foi lançado em 1993 pela gravadora Parlophone, no Reino Unido, e pela Hollywood Records, nos Estados Unidos, contendo cinco músicas gravadas ao vivo com George Michael, Queen e Lisa Stansfield. "Somebody to Love" e "These Are the Days of Our Lives" foram gravadas no tributo a Freddie Mercury. "Killer", "Papa Was a Rollin' Stone" e "Calling You" foram gravadas durante a turnê Cover to Cover Tour de 1991. A performance de George Michael de "Somebody to Love" é considerada uma das melhores do tributo. Todos os lucros com a venda do álbum foram doados para o Fundo Mercury Phoenix.
Em novembro de 1994, após um longo período de reclusão, George Michael se apresentou no primeiro MTV Europe Music Awards, onde cantou sua nova música, "Jesus to a Child". A música era um triste tributo a seu companheiro, Anselmo Feleppa, que faleceu em março de 1993. A canção estreou em primeiro lugar no Reino Unido e em sétimo na Billboard quando foi oficialmente lançada em 1996. Foi a música mais longa de George Michael a emplacar nas paradas de sucesso, com quase sete minutos de duração. A exata identidade do tema da música — e a natureza do relacionamento de Michael com Feleppa — foi envolta em insinuações e especulações, já que George Michael não tinha confirmado que ele era gay e não o fez até 1998. O vídeo de "Jesus to a Child" era uma coleção de imagens que evocavam perdas, dores e sofrimentos. George Michael consistentemente dedicou a música ao Feleppa antes de tocá-la ao vivo.
Seu segundo single foi lançado em abril de 1996, "Fastlove", com um videoclipe de tons futuristas e de realidade aumentada. Ele chegou ao primeiro lugar do Reino Unido e ficou três semanas no pódio. Nos Estados Unidos, ela ficou em oitavo lugar. Logo depois, George Michael lançou seu primeiro álbum em seis anos, Older, e apenas o terceiro em sua carreira solo. Older teve impressionantes seis singles e cada um deles ficou no top 3 das paradas britânicas, um recorde para singles lançados em um mesmo álbum.
Em 1996, George Michael ganhou o prêmio de Melhor Cantor no MTV Europe Music Awards e no Brit Awards. No Ivor Novello Awards, ele ganhou o prêmio de Melhor Compositor do ano, pela terceira vez. No mesmo ano, ele tocou no Three Mills Studios, em Londres, para o MTV Unplugged, sua primeira performance em anos, com a presença da mãe na plateia, que morreria no ano seguinte, devido a um câncer.
Ladies & Gentlemen: The Best of George Michael foi o primeiro álbum solo com suas melhores canções, lançado em 1998. Ele contém 28 músicas, sendo que nas edições europeias e australianas ele contém 29 canções, separados em dois discos, cada um contendo um tema em particular. O primeiro CD se chama "For the Heart", contendo baladas; e no segundo CD, "For the Feet", contém músicas dançantes. Ele foi lançado pela Sony Music, sob a condição de romper os laços contratuais com a gravadora.
Ladies & Gentlemen foi um grande sucesso, ficando em primeiro lugar no Reino Unido por dois meses. Ele acabou ficando 200 semanas nas paradas britânicas e está listado como o 45º álbum britânico mais vendido da história. O álbum ganhou sete discos de platina no Reino Unido e nos Estados Unidos e é o álbum de maior sucesso da carreira de George Michael na Inglaterra, tendo vendido 2,8 milhões de cópias em seu lançamento. Atualmente ele vendeu cerca de 15 milhões de cópias.
O primeiro single do álbum, "Outside", é uma canção bem-humorada que fazia referência à sua prisão por aliciar um policial em um banheiro público. A canção "As", um dueto com Mary J. Blige, foi lançado como segundo single e ambas as músicas chegaram ao top cinco das paradas britânicas daquele ano.
Seu álbum de estúdio com covers foi lançado em 1999, chamado Songs from the Last Century. Era seu penúltimo álbum lançado pela gravadora Virgin Records. É o álbum de George Michael com as menores vendas de sua carreira. Ele chegou a apenas 157ª colação na Billboard 200. Foi também seu único álbum a não alcançar o topo das paradas britânicas. Ele contém 11 músicas, coproduzidas com Phil Ramone.

### Anos 2000
Em 2002 atacou Tony Blair e George W. Bush, no início da guerra no Iraque, no compacto Shoot the Dog. Os jornais de propriedade de Rupert Murdoch dispararam uma campanha que visava depreciar o cantor. Lançou em 2004 o álbum Patience, que vendeu três milhões de cópias. George Michael anunciou que a partir daquele momento, iria divulgar suas obras essencialmente na Internet.
Em 2005 cantou no Live 8, em dueto com Paul McCartney, e anunciou seu casamento com seu companheiro, Kenny Goss, na esteira da adoção da lei britânica sobre as uniões  civis. Anunciou a separação na suntuosa Ópera Estatal de Praga, em 22 de agosto de 2011, pondo fim à sua problemática relação de 15 anos com Kenny Goss, embora tenha assegurado que se tinham separado dois anos antes.
Em 2006 ocorreu o lançamento do filme-documentário "George Michael: Minha História", e a preparação de uma nova compilação na qual constou duas músicas inéditas. Em outubro de 2006 voltou a ter problemas com a justiça, ao ser encontrado dormindo sobre o volante de seu carro. Exames constataram que o cantor havia consumido maconha e antidepressivos.
George Michael retornou aos palcos em 12 de maio de 2007 com um concerto em Coimbra, início de uma excursão europeia.
Em 2011, adiou uma série de shows após ser levado ao hospital para tratar uma pneumonia. Após o tratamento em um hospital de Viena, ele fez uma aparição pública emocionado do lado de fora da sua casa em Londres. Os médicos chegaram a fazer uma traqueostomia para manter as vias aéreas do cantor abertas e possibilitar sua respiração.
Durante o ano de 2016, George Michael anunciou que estava produzindo um novo álbum de estúdio, a ser lançado em 2017.

## Vida pessoal
Em 1998, George Michael foi preso por atentado ao pudor dentro de um banheiro público de um parque de Beverly Hills, onde ele caiu numa armadilha armada por um policial à paisana. Seu amigo Elton John declarou, na época: "Um banheiro não é o melhor lugar para assumir sua sexualidade".
Em maio de 2008, George Michael teve sua carteira de habilitação suspensa por dois anos, depois de ser considerado culpado por conduzir sob efeito de drogas.
Em 2010 foi condenado a oito semanas de prisão, depois de ter provocado, em julho daquele ano, um acidente de carro, em Londres. O cantor, que estava sob efeito de maconha, bateu seu carro numa loja de fotografia, foi também multado e proibido de conduzir por cinco anos.
Em junho de 2015 foi internado numa clínica na Suíça por causa da sua dependência das drogas. Na altura confessou fumar até 25 cigarros de maconha por dia.
Nos últimos anos de sua vida, manteve um relacionamento amoroso com o cabeleireiro Fadi Fawaz. Embora fossem frequentemente fotografados juntos, George Michael jamais confirmou ou negou o namoro.

## Morte
No dia 25 de dezembro de 2016, George Michael foi encontrado já sem vida, em sua cama, por seu namorado Fadi Fawaz. Michael Lippman, representante e amigo de Michael, revelou que o cantor morreu em decorrência de insuficiência cardíaca.
Alguns dias depois, Fawaz comentou no Twitter que George Michael havia se matado, após várias tentativas de suicídio. Posteriormente, Fawaz negou os tweets, alegando que as postagens foram feitas por hackers.
Nas semanas que se seguiram, Fawaz foi interrogado e investigado pela polícia britânica. Concluiu-se que o cabeleireiro não teve qualquer envolvimento na morte do cantor.
Em 07 de março de 2017, foi finalizado o inquérito sobre a morte de George Michael. A equipe de legistas de Oxfordshire chegou à conclusão de que o cantor teve morte natural, devido a problemas no coração e no fígado.
Somente então o corpo do cantor foi liberado para a família realizar o velório e o enterro. Após uma cerimônia fúnebre privada e discreta, restrita a familiares e amigos próximos, o corpo de Michael finalmente foi sepultado em 29 de março, passados mais de três meses após sua morte, no Cemitério Highgate, em Londres. No mesmo local se encontram os restos mortais da mãe do artista, que faleceu em 1997. Fadi Fawaz compareceu ao local. Kenny Goss, ex-companheiro do músico, também esteve presente no sepultamento, assim como Andrew Ridgeley (ex-colega de Michael na dupla Wham!).
O túmulo não foi liberado para visitação pública. Em fevereiro de 2017, Adele fez um tributo a George Michael no Grammy Awards, cantando a canção "Fastlove" em homenagem a ele.
Em outubro de 2019, o mesmo ex-namorado do cantor, Fadi Fawaz, afirmou nas redes sociais que George Michael era HIV positivo, e que ele morreu devido a complicações causadas pelo vírus. Ele ainda garantiu que dessa vez não havia sido hackeado e que a informação saía em tom de desabafo.
Coincidentemente, exatamente três anos depois de sua morte, em 25 de dezembro de 2019, faleceu Melanie Panayiotou, irmã de George Michael. A causa da morte não foi revelada.

## Discografia

### Álbuns de estúdio
- 1987 - Faith
- 1990 - Listen Without Prejudice Vol. 1
- 1996 - Older
- 1999 - Songs from the Last Century
- 2004 - Patience

### Compilações
- 1998 - Ladies & Gentlemen: The Best of George Michael
- 2006 - Twenty Five

### Ao vivo
- 1993 - Five Live
- 2014 - Symphonica

## Em Portugal
George Michael atuou apenas uma vez em Portugal, em 12 de maio de 2007 no Estádio Municipal de Coimbra, na abertura do 25 Live Tour, a digressão comemorativa dos 25 anos de carreira do músico, que percorreu 33 estádios de futebol na Europa.

## No Brasil
George Michael se apresentou por apenas duas vezes no Brasil, durante o festival Rock in Rio, realizado no estádio do Maracanã nos dias 25 e 27 de janeiro de 1991. Para surpresa dos fãs, os shows tiveram a participação especial de Andrew Ridgeley, seu ex-parceiro no Wham!.
Foi nos bastidores do Rock in Rio que o britânico conheceu o estilista brasileiro Anselmo Feleppa, iniciando um relacionamento que durou até 1993, com a morte do estilista em decorrência da AIDS.